# 底比斯圣队
底比斯圣队（古希腊语 Ιερός Λόχος ， hieròs lókhos）是古希腊城邦底比斯的一支精锐部队，共300人，由150对「古希臘少年愛」伴侣组成。这支部队是前4世纪底比斯军队的精英。底比斯将领高吉达斯于前378年组织了这支部队。圣队在留克特拉战役中起了关键作用。于前338年的喀羅尼亞戰役中被由亞歷山大率領的马其顿騎兵隊全部歼灭。

## 历史

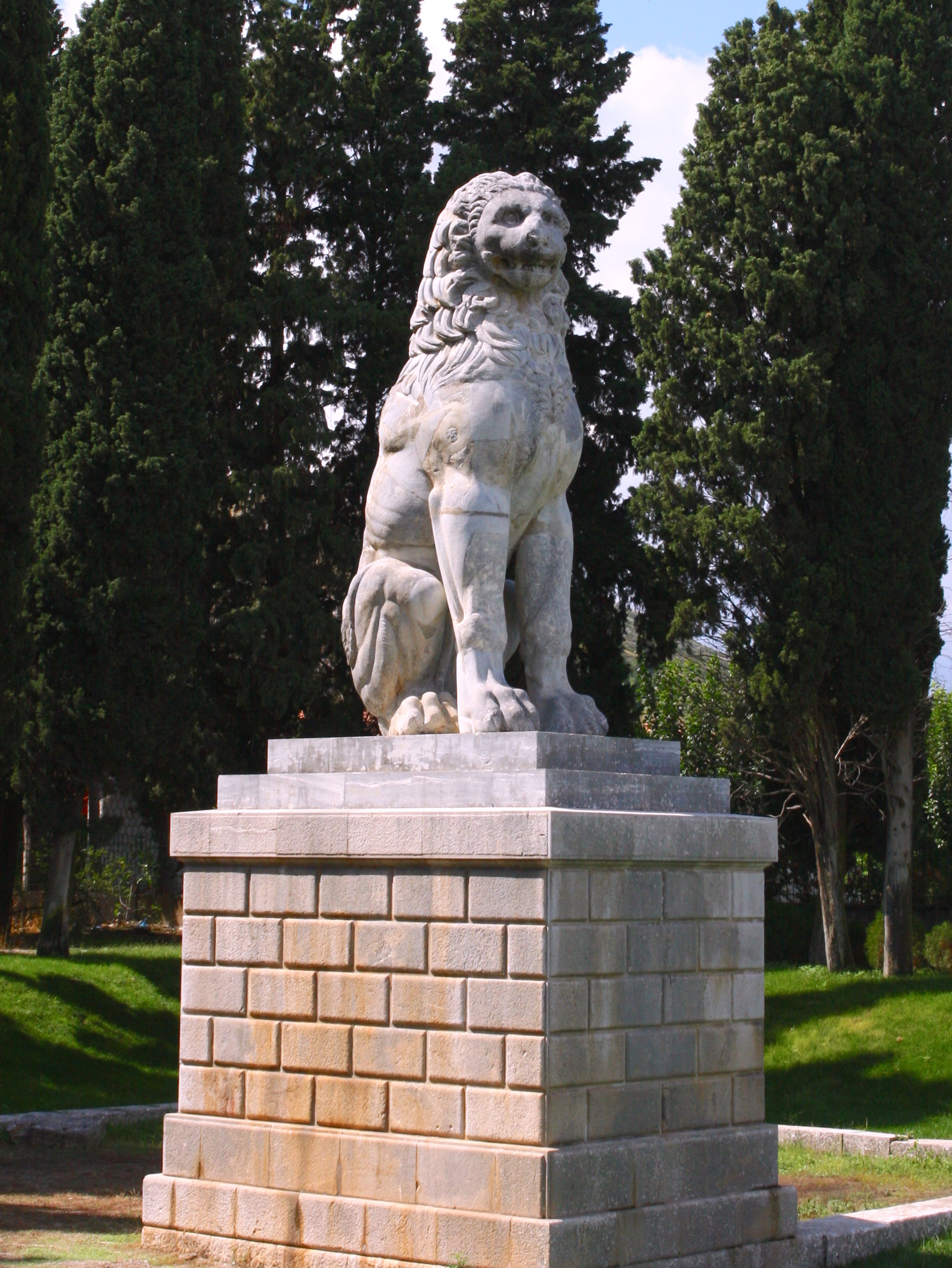
底比斯圣队墓地的獅子像

底比斯圣队来自古希腊邦国之一的底比斯。当时希腊主要由雅典，斯巴达，底比斯三大邦国控制。斯巴达的日益强大导致其与底比斯的关系恶化。底比斯圣队最初是由底比斯的军队中选出，安排在军队的前列作冲锋之用。公元前4世紀，希臘城邦的權力平衡發生劇變。底比斯崛起為主導者，短暫取代了雅典與斯巴達成為希臘霸主。這段歷史被稱為「底比斯霸權」（Theban Hegemony），然而它的壽命極短，過度依賴軍事天才伊巴密濃達，導致其死後無人接續領導，最終使霸權迅速瓦解。。
前379年，崛起的将军伊巴密濃達为充分发挥这支部队的战斗能力，将其由原来与普通士兵的混编中独立出来，实际上成了底比斯的特种部队。
前371年，底比斯在「國王和平」（King’s Peace）會議上展現出強硬且咄咄逼人的姿態。這些行為觸怒了雅典，使底比斯失去了這位重要盟友的支持，同時也失去了其在第二次雅典同盟中的地位。最終爆發与斯巴达人的留克特拉战役，戰役中伊巴密濃達巧妙使用斜線陣型戰術（oblique order），趁著斯巴達軍改變陣列方向而陣形不穩之時，冲入敌阵。戰役中斯巴达的國王克勒姆布羅托一世戰死，极大挫伤了敌人的锐气，对此战中底比斯聖隊的胜利功劳极大。這場勝利象徵著斯巴達長期霸權的終結，底比斯正式登上希臘主宰之位。
前362年，發動了曼蒂尼亞戰役（Battle of Mantinea）。儘管底比斯未在此役中遭遇明確敗績，但伊巴密濃達在戰中戰死，這場失去靈魂人物的勝利實為戰略性挫敗。隨著他的死，底比斯無力維持戰略整合與領導核心，其霸權地位隨之崩潰。
前338年的喀羅尼亞戰役中，腓力二世利用自軍右翼部隊的佯退吸引雅典军团前进，然后其子亞歷山大率騎兵趁機突入雅典方阵右侧的缺口，使其崩溃，亞歷山大再率骑兵绕到底比斯军后面，将底比斯圣队彻底歼灭。傳說陣亡的聖隊均以兩兩相倚的姿態戰死，無一背棄戰友與愛侶，腓力二世看到死亡的底比斯圣队战士，慨叹“无论是谁，只要怀疑这些人的壯烈行为或者经历是卑劣的，都应该被毁灭”（Perish any man who suspects that these men either did or suffered anything unseemly.），并吩咐部下妥善埋葬。底比斯圣队的墓地树立了一座獅子雕像，以纪念他们的英勇事迹。

## 编制
底比斯圣队共300人，由150对少年愛伴侶组成。士兵从底比斯的各个军团里面挑选出来的，并需符合数个标准：「少年愛」关系、战斗力强悍。

## 遗迹发掘
考古学家在1890年發現底比斯圣队的墓葬。其坟墓中只有254副骸骨，同时也发现纪念物狮子像。